# Hawza (ort)
Hawza (arabiska: حوزة; spanska: Hausa; franska: Haouza) är en ort i den av Marocko kontrollerade delen av det omstridda området Västsahara.
Enligt Marockos administrativa indelning tillhör orten en landskommun med samma namn i provinsen Smara. Denna kommun hade 5 462 invånare enligt Marockos folkräkning 2014.